# Nati nel 1737
| Questa pagina contiene informazioni ricavate automaticamente dalle voci biografiche con l'ausilio del template Bio e di un bot. L'aggiornamento è periodico e automatico e ricostruisce completamente la pagina. Se manca una persona in questa lista, sei pregato di non aggiungerla, ma accertati piuttosto che la sua voce biografica contenga il template Bio e che i dati anagrafici siano correttamente compilati. Se il template Bio manca, inseriscilo tu stesso o, in alternativa, metti l'avviso {{tmp\|Bio}} che ne segnala la mancanza. Se i dati riportati sono sbagliati, correggi direttamente la voce biografica; le modifiche saranno visibili in questa lista entro pochi giorni. Per chiarimenti vedi il progetto biografie. La lista contiene solo le 142 persone che sono citate nell'enciclopedia e per le quali è stato implementato correttamente il template Bio. Pagina aggiornata al 2 ago 2025. |

## Gennaio(13)
- 1º gennaio - Pietro Tamburini, presbitero, teologo e giurista italiano († 1827)
- 3 gennaio - Heinrich Wilhelm von Gerstenberg, poeta e critico letterario tedesco († 1823)
- 3 gennaio - Johann Casimir von Häffelin, cardinale e vescovo cattolico tedesco († 1827)
- 13 gennaio - Joseph Hilarius Eckhel, gesuita e numismatico austriaco († 1798)
- 15 gennaio - Karl Henrici, pittore austriaco († 1823)
- 15 gennaio - Luca Antonio Pagnini, religioso e grecista italiano († 1814)
- 16 gennaio - Félix Lecomte, scultore francese († 1817)
- 17 gennaio - Stefano Antonio Morcelli, epigrafista e gesuita italiano († 1821)
- 19 gennaio - Giuseppe Millico, cantante castrato e compositore italiano († 1802)
- 19 gennaio - Jacques-Henri Bernardin de Saint-Pierre, scrittore e botanico francese († 1814)
- 21 gennaio - Giustiniana Wynne, scrittrice italiana († 1791)
- 23 gennaio - John Hancock, politico statunitense († 1793)
- 29 gennaio - Thomas Paine, rivoluzionario e politico britannico († 1809)

## Febbraio(6)
- 5 febbraio - Jean Bretagne Charles de La Trémoille, nobile e militare francese († 1792)
- 9 febbraio - Antonio Diziani, pittore italiano († 1797)
- 14 febbraio - Jan Hope, banchiere olandese († 1784)
- 18 febbraio - Hermann von Greiffenegg, politico, diplomatico e nobile tedesco († 1807)
- 22 febbraio - Friedrich Adolf von Kalckreuth, generale tedesco († 1818)
- 25 febbraio - August Wilhelm Hupel, linguista tedesco († 1819)

## Marzo(12)
- 2 marzo - Lorenzo Prospero Bottini, cardinale italiano († 1818)
- 2 marzo - Tommaso di Somma, politico italiano († 1826)
- 9 marzo - Josef Mysliveček, compositore ceco († 1781)
- 10 marzo - Vittorio Maria Baldassare Gaetano Costa d'Arignano, cardinale e arcivescovo cattolico italiano († 1796)
- 12 marzo - Giuseppe Gregorio Maria Solari, scrittore italiano († 1814)
- 13 marzo - William Kerr, V marchese di Lothian, nobile scozzese († 1815)
- 14 marzo - Antonio Dominici, pittore italiano († 1794)
- 18 marzo - Adalbert von Harstall, vescovo cattolico e abate tedesco († 1814)
- 19 marzo - Grandmesnil, attore teatrale e drammaturgo francese († 1816)
- 23 marzo - Arthur St. Clair, politico e generale scozzese († 1818)
- 28 marzo - François-Henri de Franquetot de Coigny, nobile e generale francese († 1821)
- 28 marzo - Francesco Zanetti, compositore e direttore d'orchestra italiano († 1788)

## Aprile(3)
- 6 aprile - George Montagu, IV duca di Manchester, politico e diplomatico inglese († 1788)
- 10 aprile - François Giroust, compositore francese († 1799)
- 20 aprile - Natal'ja Aleksandrovna Kurakina, nobildonna russa († 1798)

## Maggio(14)
- 2 maggio - William Petty, II conte di Shelburne, nobile e politico inglese († 1805)
- 3 maggio - Philippe Rühl, politico e rivoluzionario francese († 1795)
- 3 maggio - Friedrich Schwindl, compositore olandese († 1786)
- 7 maggio - Iosif Igelström, generale russo († 1823)
- 7 maggio - Franz Anton Wyrsch, politico svizzero († 1814)
- 8 maggio - Edward Gibbon, storico, scrittore e politico inglese († 1794)
- 8 maggio - Margaret Poyntz, filantropa inglese († 1814)
- 10 maggio - Louis-Mayeul Chaudon, monaco cristiano francese († 1817)
- 10 maggio - Franz Egon von Fürstenberg, vescovo cattolico tedesco († 1825)
- 14 maggio - George Macartney, politico e diplomatico britannico († 1806)
- 16 maggio - Thomas Johann Kaspar von Thun und Hohenstein, vescovo cattolico tedesco († 1796)
- 18 maggio - Francesco Arcangeli, assassino italiano († 1768)
- 18 maggio - Simon Jean François Ravenet, incisore francese († 1821)
- 22 maggio - Tethart Philipp Christian Haag, pittore olandese († 1812)

## Giugno(10)
- 2 giugno - Ernesto Augusto II di Sassonia-Weimar-Eisenach, duca († 1758)
- 4 giugno - Luigi Calza, medico italiano († 1783)
- 6 giugno - Ernst Christoph von Kaunitz-Rietberg, diplomatico e nobile austriaco († 1797)
- 7 giugno - Jacques Gondouin, architetto francese († 1818)
- 9 giugno - Henri Joseph Antonissen, pittore fiammingo († 1794)
- 20 giugno - Vincenzo Martinelli, pittore e scenografo italiano († 1807)
- 20 giugno - Tokugawa Ieharu, militare giapponese († 1786)
- 25 giugno - Charles Fitzroy, I barone Southampton, nobile e ufficiale inglese († 1797)
- 25 giugno - Francesco La Vega, archeologo, ingegnere militare e architetto italiano († 1804)
- 29 giugno - Platone II, monaco cristiano e teologo russo († 1812)

## Luglio(11)
- 15 luglio - Luisa Maria di Borbone-Francia, principessa francese († 1787)
- 17 luglio - John Lyon-Bowes, IX conte di Strathmore e Kinghorne, nobile britannico († 1776)
- 18 luglio - Materno Bossi, stuccatore italiano († 1802)
- 18 luglio - Marco Sebastiano Giampiccoli, incisore italiano († 1809)
- 19 luglio - Vladimir Ignat'evič Lukin, drammaturgo e politico russo († 1794)
- 20 luglio - Nicolás Fernández de Moratín, avvocato, poeta e drammaturgo spagnolo († 1780)
- 20 luglio - William Maclay, politico statunitense († 1804)
- 23 luglio - Giorgio Castagna Giannone, medico italiano († 1811)
- 24 luglio - Alexander Dalrymple, geografo, cartografo e esploratore britannico († 1808)
- 27 luglio - Erik Laxmann, esploratore svedese († 1796)
- 31 luglio - Augusta di Hannover, nobildonna britannica († 1813)

## Agosto(9)
- 5 agosto - Antonio Franconi, cavaliere e circense italiano († 1836)
- 5 agosto - Johann Friedrich Struensee, medico e politico tedesco († 1772)
- 7 agosto - Gaetano Emanuele Bava di San Paolo, letterato e scrittore italiano († 1829)
- 10 agosto - Anton Losenko, pittore ucraina († 1773)
- 13 agosto - Louis Antoine Vimeux, generale e nobile francese († 1814)
- 14 agosto - Charles Hutton, matematico inglese († 1823)
- 17 agosto - Antoine Parmentier, farmacista, agronomo e igienista francese († 1813)
- 20 agosto - Giovanni Battista Ciughi, religioso e storico italiano († 1806)
- 25 agosto - Carlotta Guglielmina di Anhalt-Bernburg, nobile († 1777)

## Settembre(12)
- 2 settembre - Aleksandr Grigor'evič Demidov, nobile russo († 1803)
- 8 settembre - Manuel Rodríguez Aponte, gesuita, grecista e missionario spagnolo († 1815)
- 8 settembre - Samuel Wyatt, architetto e ingegnere britannico († 1807)
- 9 settembre - Luigi Galvani, fisiologo, fisico e anatomista italiano († 1798)
- 14 settembre - Michael Haydn, compositore austriaco († 1806)
- 15 settembre - Jakob Philipp Hackert, pittore tedesco († 1807)
- 19 settembre - Charles Carroll, politico statunitense († 1832)
- 21 settembre - Francesco Alberti di Villanova, linguista italiano († 1801)
- 24 settembre - Aleksej Grigor'evič Orlov-Česmenskij, militare e politico russo († 1807)
- 29 settembre - Michael Underwood, medico britannico († 1820)
- 30 settembre - Morten Thrane Brünnich, zoologo e mineralogista danese († 1827)
- 30 settembre - Joseph Dreppe, pittore e incisore belga († 1810)

## Ottobre(13)
- 1º ottobre - George Grey, V conte di Stamford, nobile britannico († 1819)
- 4 ottobre - Fanny di Beauharnais, nobildonna, scrittrice e poetessa francese († 1813)
- 7 ottobre - Maria Caterina Brignole Sale, principessa († 1813)
- 7 ottobre - Carlotta di Rohan-Soubise, nobile francese († 1760)
- 8 ottobre - Sofia Carolina Maria di Brunswick-Wolfenbüttel, principessa († 1817)
- 13 ottobre - Francesco Leopoldo Bertoldi, scrittore, poeta e presbitero italiano († 1824)
- 14 ottobre - Arnaud de La Porte, magistrato e nobile francese († 1792)
- 14 ottobre - José del Castillo, pittore e incisore spagnolo († 1793)
- 15 ottobre - Anne Charles Sigismond de Montmorency-Luxembourg, nobile e politico francese († 1803)
- 21 ottobre - Marie-Louise O'Murphy, cantante francese († 1814)
- 22 ottobre - Vincenzo Manfredini, compositore e clavicembalista italiano († 1799)
- 27 ottobre - Jacob Pieter van Braam, ammiraglio olandese († 1803)
- 30 ottobre - Nicolas Lafrensen, pittore e miniaturista svedese († 1807)

## Novembre(7)
- 2 novembre - Gaetano Gaspare Uttini, medico italiano († 1817)
- 3 novembre - Nicolas de Loverdo, generale francese († 1836)
- 4 novembre - Charles Pierrepont, I conte Manvers, militare, politico e nobile inglese († 1816)
- 7 novembre - Vincenzo Lupoli, vescovo cattolico e scrittore italiano († 1800)
- 13 novembre - Wilhelm von Edelsheim, politico e diplomatico tedesco († 1793)
- 27 novembre - Carlo Giuseppe Ratti, pittore e storiografo italiano († 1795)
- 29 novembre - George Lennox, militare inglese († 1805)

## Dicembre(12)
- 1º dicembre - William Shepard, generale e politico statunitense († 1817)
- 5 dicembre - Louis-Fouquet de Vincens de Saint-Michel d'Agoult, nobile e militare francese († 1813)
- 13 dicembre - Charles-Joseph Compans de Brichanteau, vescovo cattolico italiano († 1796)
- 13 dicembre - Camillo de Simeoni, cardinale e vescovo cattolico italiano († 1818)
- 14 dicembre - Maximilien de Baillet-Latour, feldmaresciallo austriaco († 1806)
- 16 dicembre - Pierre-Gabriel Berthault, incisore francese († 1831)
- 17 dicembre - Antonio Lante Montefeltro della Rovere, cardinale italiano († 1817)
- 17 dicembre - Francesco Vincenti, vescovo cattolico italiano († 1803)
- 20 dicembre - Tommaso Valperga di Caluso, filosofo, astronomo e fisico italiano († 1815)
- 23 dicembre - Giovan Battista Rossi, presbitero italiano († 1826)
- 26 dicembre - Federico Giosia di Sassonia-Coburgo-Saalfeld, nobile e generale tedesco († 1815)
- 27 dicembre - Giuseppe Pignatelli, presbitero e gesuita spagnolo († 1811)

## Senza giorno specificato(20)
- Frances Abington, attrice teatrale inglese († 1815)
- Francesco Bertoldi, medico italiano († 1800)
- Alexander Callimachi, ottomano († 1821)
- Francesco Carabelli, scultore svizzero († 1798)
- Paul Davidovich, generale austro-ungarico († 1814)
- Andreas Emmerich, militare e rivoluzionario tedesco († 1809)
- William Forsyth, botanico scozzese († 1804)
- Giuseppe Gazzaniga, compositore italiano († 1818)
- Louis-Bernard Guyton-Morveau, chimico francese († 1816)
- Henrietta von Bünau, nobildonna tedesca († 1766)
- Elizabeth Spencer, nobile britannica († 1831)
- Francis Hopkinson, scrittore, musicista e avvocato statunitense († 1791)
- Yisroel Hopsztajn, rabbino e mistico polacco († 1814)
- Antonio Planelli, musicista e musicologo italiano († 1803)
- Gasparo Sborgi, compositore e organista italiano († 1819)
- Johann Gottfried Schwanenberger, compositore tedesco († 1804)
- Giuseppe Vernaccini, giurista italiano († 1789)
- Giovanni Battista Visi, storico italiano († 1784)
- Johann Heinrich Bartholomäus Walther, architetto tedesco († 1802)
- Muhammad al-Arabi al-Darqawi, mistico marocchino († 1823)